# Zorzines mantissa
Zorzines mantissa är en fjärilsart som beskrevs av Inoue 1988. Zorzines mantissa ingår i släktet Zorzines och familjen nattflyn. Inga underarter finns listade i Catalogue of Life.